# 우메이루
우메이루(중국어 정체자: 吳玫如, 병음: Wú Méirú, 1964년~ )는 중화민국 총통 당선인 라이칭더의 부인이다.